# Sông Cổ Chiên
Sông Cổ Chiên là một phân lưu của sông Tiền, dài khoảng 82 km, làm thành ranh giới tự nhiên giữa các tỉnh Vĩnh Long và Trà Vinh với Bến Tre.